# Società Sportiva Lazio 1978-1979
Questa voce raccoglie le informazioni riguardanti la Società Sportiva Lazio nelle competizioni ufficiali della stagione 1978-1979.

## Stagione
Tranquilla stagione della Lazio che si piazza a mezza classifica, in ottava posizione con 29 punti ottenuti, con due soddisfazioni, quella di vincere con Bruno Giordano la classifica dei marcatori con 19 reti e la conferma sul campo di alcuni giovani di valore.
Nella Coppa Italia la squadra biancoazzurra vince prima del campionato il secondo girone di qualificazione, poi in primavera nei Quarti di Finale ha ceduto al Palermo nel doppio confronto ai calci di rigore.

## Divise
| Manica sinistra · Manica sinistra · Maglietta · Maglietta · Manica destra · Manica destra · Pantaloncini · Calzettoni |
| Casa |

| Manica sinistra · Manica sinistra · Maglietta · Maglietta · Manica destra · Manica destra · Pantaloncini · Calzettoni |
| Trasferta |

## Organigramma societario
Area direttiva
- Presidente: Umberto Lenzini
- Direttore generale: Lino Raule

Area tecnica
- Direttore sportivo: Francesco Janich
- Allenatore: Roberto Lovati
- Allenatore in seconda: Juan Carlos Morrone

Area sanitaria
- Medico sociale: Renato Ziaco
- Massaggiatori: Luigi Trippanera, Mario Morelli

## Rosa
| N. |                   | Ruolo | Calciatore                 |
| -- | ----------------- | ----- | -------------------------- |
|    | Italia (bandiera) | P     | Riccardo Budoni            |
|    | Italia (bandiera) | P     | Massimo Cacciatori         |
|    | Italia (bandiera) | P     | Bruno Fantini              |
|    | Italia (bandiera) | D     | Paolo Ammoniaci            |
|    | Italia (bandiera) | D     | Pietro Ghedin              |
|    | Italia (bandiera) | D     | Lionello Manfredonia       |
|    | Italia (bandiera) | D     | Luigi Martini (capitano)   |
|    | Italia (bandiera) | D     | Carlo Perrone              |
|    | Italia (bandiera) | D     | Dario Pighin               |
|    | Italia (bandiera) | D     | Mauro Tassotti             |
|    | Italia (bandiera) | D     | Giuseppe Wilson (capitano) |
|    | Italia (bandiera) | C     | Andrea Agostinelli         |

| N. |                      | Ruolo | Calciatore                       |
| -- | -------------------- | ----- | -------------------------------- |
|    | Italia (bandiera)    | C     | Roberto Badiani                  |
|    | Italia (bandiera)    | C     | Franco Cordova                   |
|    | Italia (bandiera)    | C     | Vincenzo D'Amico (vice capitano) |
|    | Italia (bandiera)    | C     | Massimo De Stefanis              |
|    | Italia (bandiera)    | C     | Stefano Ferretti                 |
|    | Argentina (bandiera) | C     | Antonio Labonia                  |
|    | Italia (bandiera)    | C     | Antonio Lopez                    |
|    | Italia (bandiera)    | C     | Aldo Nicoli                      |
|    | Italia (bandiera)    | C     | Fernando Viola                   |
|    | Italia (bandiera)    | A     | Aldo Cantarutti                  |
|    | Italia (bandiera)    | A     | Renzo Garlaschelli               |
|    | Italia (bandiera)    | A     | Bruno Giordano                   |

## Calciomercato

### Sessione estiva
| Acquisti | Acquisti           | Acquisti    | Acquisti      |
| R.       | Nome               | da          | Modalità      |
| -------- | ------------------ | ----------- | ------------- |
| P        | Riccardo Budoni    | Teramo      | definitivo    |
| P        | Massimo Cacciatori | Sampdoria   | definitivo    |
| P        | Bruno Fantini      | Modena      | definitivo    |
| D        | Giuseppe Wilson    | N.Y. Cosmos | fine prestito |
| C        | Antonio Labonia    | Crotone     | definitivo    |
| C        | Aldo Nicoli        | Foggia      | definitivo    |
| C        | Fernando Viola     | Bologna     | fine prestito |
| A        | Aldo Cantarutti    | Monza       | definitivo    |

| Cessioni | Cessioni           | Cessioni   | Cessioni      |
| R.       | Nome               | a          | Modalità      |
| -------- | ------------------ | ---------- | ------------- |
| P        | Giuseppe Avagliano | Modena     | prestito      |
| P        | Marco Cari         | Teramo     | definitivo    |
| P        | Claudio Garella    | Sampdoria  | definitivo    |
| C        | Luigi Boccolini    | Brindisi   | definitivo    |
| C        | Silvano Pivotto    | Campobasso | definitivo    |
| A        | Ernesto Apuzzo     | Foggia     | definitivo    |
| A        | Sergio Clerici     |            | fine carriera |

## Risultati

### Serie A

#### Girone di andata
| Arbitro: | Agnolin (Bassano del Grappa) |

|                                      |           |                 |
| Giordano 24’ (rig.) Garlaschelli 49’ | Marcatori | 2’, 51’ Bettega |

| Arbitro: | Casarin (Milano) |

|                        |           |                                           |
| Manfredonia 16’ (aut.) | Marcatori | 13’ (rig.), 89’ Giordano 80’ Garlaschelli |

| Arbitro: | Paparesta (Bari) |

|                 |           |               |
| Garlaschelli 8’ | Marcatori | 53’ Garritano |

| Arbitro: | D'Elia (Salerno) |

|                           |           |  |
| Amenta 12’ Sella 53’, 85’ | Marcatori |  |

| Arbitro: | Prati (Parma) |

|                                               |           |                                    |
| Giordano 3’, 21’, 87’ (rig.) Garlaschelli 47’ | Marcatori | 18’ (rig.), 41’ Rossi 40’ Guidetti |

| Ascoli Piceno 5 novembre 1978, ore 15:00 CET 6ª giornata | Ascoli           | 0 – 0 referto | Lazio | Stadio Cino e Lillo Del Duca\| Arbitro: \| Terpin (Trieste) \| |
| Arbitro:                                                 | Terpin (Trieste) |               |       |                                                                |

| Roma 12 novembre 1978, ore 15:00 CET 7ª giornata | Lazio                | 0 – 0 referto | Roma | Stadio Olimpico\| Arbitro: \| Barbaresco (Cormons) \| |
| Arbitro:                                         | Barbaresco (Cormons) |               |      |                                                       |

| Arbitro: | Reggiani (Bologna) |

|                                                |           |  |
| Beccalossi 2’ Baresi 50’ Serena 53’ Oriali 67’ | Marcatori |  |

| Arbitro: | Lo Bello (Siracusa) |

|                    |           |  |
| Giordano 9’ (rig.) | Marcatori |  |

| Arbitro: | Menicucci (Firenze) |

|                            |           |            |
| Palanca 16’, 87’ Rossi 79’ | Marcatori | 83’ Wilson |

| Arbitro: | Barbaresco (Cormons) |

|            |           |  |
| Wilson 77’ | Marcatori |  |

| Arbitro: | Terpin (Trieste) |

|                              |           |                  |
| Badiani 25’ (aut.) Greco 34’ | Marcatori | 7’, 77’ Giordano |

| Arbitro: | Lapi (Firenze) |

|             |           |            |
| Savoldi 17’ | Marcatori | 13’ Nicoli |

| Roma 14 gennaio 1979, ore 15:00 CET 14ª giornata | Lazio              | 0 – 0 referto | Perugia | Stadio Olimpico\| Arbitro: \| Michelotti (Parma) \| |
| Arbitro:                                         | Michelotti (Parma) |               |         |                                                     |

| Arbitro: | Pieri (Genova) |

|                       |           |  |
| Maldera 16’ Bigon 65’ | Marcatori |  |

#### Girone di ritorno
| Arbitro: | Casarin (Milano) |

|                                      |           |              |
| Martini 44’ (aut.) Pighin 87’ (aut.) | Marcatori | 59’ Giordano |

| Roma 4 febbraio 1979, ore 15:00 CET 17ª giornata | Lazio             | 0 – 0 referto | Avellino | Stadio Olimpico\| Arbitro: \| Tonolini (Milano) \| |
| Arbitro:                                         | Tonolini (Milano) |               |          |                                                    |

| Bergamo 11 febbraio 1979, ore 15:00 CET 18ª giornata | Atalanta         | 0 – 0 referto | Lazio | Stadio Comunale\| Arbitro: \| Terpin (Trieste) \| |
| Arbitro:                                             | Terpin (Trieste) |               |       |                                                   |

| Arbitro: | Barbaresco (Cormons) |

|                                                   |           |  |
| Giordano 55’, 60’ Galbiati 70’ (aut.) D'Amico 83’ | Marcatori |  |

| Arbitro: | Bergamo (Livorno) |

|                                    |           |              |
| Rosi 5’, 90’ Rossi 75’ (rig.), 84’ | Marcatori | 28’ Giordano |

| Arbitro: | Lo Bello (Siracusa) |

|                                 |           |            |
| Ammoniaci 42’ Giordano 56’, 62’ | Marcatori | 25’ Quadri |

| Arbitro: | Menicucci (Firenze) |

|                    |           |                                |
| Cordova 17’ (aut.) | Marcatori | 58’ (aut.) De Sisti 88’ Nicoli |

| Arbitro: | Mattei (Macerata) |

|                |           |               |
| Cantarutti 31’ | Marcatori | 34’ Altobelli |

| Arbitro: | Reggiani (Bologna) |

|                             |           |  |
| Antoniazzi 85’ Musiello 89’ | Marcatori |  |

| Arbitro: | Mascia (Milano) |

|                                           |           |             |
| D'Amico 40’ Giordano 49’ Garlaschelli 85’ | Marcatori | 47’ Palanca |

| Arbitro: | Lapi (Firenze) |

|                             |           |                     |
| Paris 45’ (rig.) Bordon 70’ | Marcatori | 87’ (rig.) Giordano |

| Roma 22 aprile 1979, ore 15:00 CEST 27ª giornata | Lazio               | 0 – 0 referto | Torino | Stadio Olimpico\| Arbitro: \| Lo Bello (Siracusa) \| |
| Arbitro:                                         | Lo Bello (Siracusa) |               |        |                                                      |

| Arbitro: | Redini (Pisa) |

|              |           |                         |
| Giordano 22’ | Marcatori | 15’ Caso 88’ Pellegrini |

| Arbitro: | Milan (Treviso) |

|                |           |  |
| Bagni 15’, 27’ | Marcatori |  |

| Arbitro: | Terpin (Trieste) |

|              |           |          |
| Giordano 32’ | Marcatori | 8’ Bigon |

### Coppa Italia

#### Primo turno
| Arbitro: | Prati (Parma) |

|  |           |              |
|  | Marcatori | 59’ Giordano |

| Roma 30 agosto 1978 2ª giornata | Lazio            | 0 – 0 | Pistoiese | Stadio Olimpico\| Arbitro: \| Terpin (Trieste) \| |
| Arbitro:                        | Terpin (Trieste) |       |           |                                                   |

| 3 settembre 1978 3ª giornata |  | – Turno di riposo |  |  |

| Arbitro: | Bergamo (Livorno) |

|            |           |              |
| Bordon 34’ | Marcatori | 55’ Giordano |

| Arbitro: | Michelotti (Parma) |

|                 |           |  |
| Manfredonia 88’ | Marcatori |  |

#### Fase finale
| Palermo 4 aprile 1979 Quarti di finale - Andata | Palermo        | 0 – 0 | Lazio | Stadio La Favorita\| Arbitro: \| Pieri (Genova) \| |
| Arbitro:                                        | Pieri (Genova) |       |       |                                                    |

| Arbitro: | Reggiani (Bologna) |

|                                                    |                      |                                                    |
| Giordano Viola D'Amico Cordova Cacciatori Tassotti | Tiri di rigore 4 – 5 | Brignani Conte Gasperini Arcoleo Chimenti Citterio |

## Statistiche

### Statistiche di squadra
| Competizione | Punti | In casa | In casa | In casa | In casa | In casa | In casa | In trasferta | In trasferta | In trasferta | In trasferta | In trasferta | In trasferta | Totale | Totale | Totale | Totale | Totale | Totale | DR |
| Competizione | Punti | G       | V       | N       | P       | Gf      | Gs      | G            | V            | N            | P            | Gf           | Gs           | G      | V      | N      | P      | Gf     | Gs     | DR |
| ------------ | ----- | ------- | ------- | ------- | ------- | ------- | ------- | ------------ | ------------ | ------------ | ------------ | ------------ | ------------ | ------ | ------ | ------ | ------ | ------ | ------ | -- |
| Serie A      | 29    | 15      | 6       | 8       | 1       | 22      | 12      | 15           | 3            | 3            | 9            | 13           | 28           | 30     | 9      | 11     | 10     | 35     | 40     | -5 |
| Coppa Italia | 8     | 3       | 1       | 2       | 0       | 1       | 0       | 3            | 1            | 2            | 0            | 2            | 1            | 6      | 2      | 4      | 0      | 3      | 1      | +2 |
| Totale       | 37    | 18      | 7       | 10      | 1       | 23      | 12      | 18           | 4            | 5            | 9            | 15           | 29           | 36     | 11     | 15     | 10     | 38     | 41     | -3 |

### Statistiche dei giocatori
Nel conteggio delle reti realizzate si aggiungano due autoreti a favore in campionato e due reti attribuite a tavolino in campionato.
| Giocatore       | Serie A  | Serie A | Coppa Italia | Coppa Italia | Totale   | Totale |
| Giocatore       | Presenze | Reti    | Presenze     | Reti         | Presenze | Reti   |
| --------------- | -------- | ------- | ------------ | ------------ | -------- | ------ |
| A. Agostinelli  | 25       | 0       | 5            | 0            | 30       | 0      |
| P. Ammoniaci    | 25       | 1       | 6            | 0            | 31       | 1      |
| R. Badiani      | 13       | 0       | 5            | 0            | 18       | 0      |
| R. Budoni       | -        | -       | -            | -            | -        | -      |
| M. Cacciatori   | 30       | -40     | 6            | -1           | 36       | -41    |
| A. Cantarutti   | 9        | 1       | 2            | 0            | 11       | 1      |
| F. Cordova      | 28       | 0       | 6            | 0            | 34       | 0      |
| V. D'Amico      | 25       | 2       | 3            | 0            | 28       | 2      |
| M. De Stefanis  | 3        | 0       | -            | -            | 3        | 0      |
| B. Fantini      | 1        | 0       | -            | -            | 1        | 0      |
| S. Ferretti     | 1        | 0       | -            | -            | 1        | 0      |
| R. Garlaschelli | 17       | 5       | 6            | 0            | 23       | 5      |
| P. Ghedin       | 4        | 0       | 1            | 0            | 5        | 0      |
| B. Giordano     | 30       | 19      | 6            | 2            | 36       | 21     |
| A. Labonia      | 1        | 0       | -            | -            | 1        | 0      |
| A. Lopez        | 14       | 0       | 2            | 0            | 16       | 0      |
| L. Manfredonia  | 28       | 0       | 6            | 1            | 34       | 1      |
| L. Martini      | 19       | 0       | 4            | 0            | 23       | 0      |
| A. Nicoli       | 21       | 1       | 4            | 0            | 25       | 1      |
| C. Perrone      | 1        | 0       | 2            | 0            | 3        | 0      |
| D. Pighin       | 9        | 0       | 2            | 0            | 11       | 0      |
| M. Tassotti     | 14       | 0       | 1            | 0            | 15       | 0      |
| F. Viola        | 13       | 0       | 2            | 0            | 15       | 0      |
| G. Wilson       | 29       | 2       | 4            | 0            | 33       | 2      |